# Jeszcze będzie pięknie
Jeszcze będzie pięknie – singel polskiego piosenkarza B.R.O. Singel został wydany 24 kwietnia 2022. Utwór napisał i skomponował Jakub Birecki, który również odpowiada za produkcję utworu.
Kompozycja znalazła się na 2. miejscu listy AirPlay – Top, najczęściej odtwarzanych utworów w polskich rozgłośniach radiowych. Nagranie otrzymało w Polsce status diamentowego singla, przekraczając liczbę 250 tysięcy sprzedanych kopii.

## Geneza utworu i historia wydania
Piosenka została napisana i skomponowana przez Jakuba Bireckiego, który również odpowiada za produkcję utworu.
Singel ukazał się w formacie digital download 24 kwietnia 2022 w Polsce za pośrednictwem wytwórni płytowej Progress Label w dystrybucji Mugo.
26 maja 2023 singel został zaprezentowany telewidzom stacji Polsat na Polsat SuperHit Festiwal 2023.
Utwór znalazł się na kilkunastu polskich składankach m.in. Hity na Czasie: Jesień 2022  (wydana 30 września 2022).

## „Jeszcze będzie pięknie” w stacjach radiowych
Nagranie było notowane na 2. miejscu w zestawieniu AirPlay – Top, najczęściej odtwarzanych utworów w polskich rozgłośniach radiowych

## Kontekst polityczny
Utwór był jednym z głównych protest songów przed polskimi wyborami parlamenternymi w 2023 często wykorzystywanym przez opozycję i przeciwników rządu Prawa i Sprawiedliwości. Utwór był puszczany między innymi na marszu 4 czerwca, Marszu Miliona Serc czy happeningów Ogólnopolskiego Strajku Kobiet. Po ogłoszeniu częściowych wyników exit poll utwór zagrany został również w sztabie wyborczym Koalicji Obywatelskiej.
11 grudnia 2023 podczas obrad Sejmu RP X kadencji nie udzielone zostało wotum zaufania dla Mateusza Morawieckiego. Donald Tusk po wyborze na Prezesa Rady Ministrów zacytował w swoim wystąpieniu na mównicy jeden z fragmentów refrenu utworu.

## Teledysk
Do utworu powstał teledysk, który udostępniono w dniu premiery singla za pośrednictwem serwisu YouTube.
Wideo znalazło się na 4. miejscu na liście najczęściej odtwarzanych teledysków przez telewizyjne stacje muzyczne.

## Lista utworów
- Digital download[2]

1. „Jeszcze będzie pięknie” – 3:17

## Notowania

### Pozycje na listach airplay
| Kraj   | Lista (2022)      | Najwyższa pozycja |
| ------ | ----------------- | ----------------- |
| Polska | AirPlay – Top     | 2                 |
| Polska | AirPlay – Nowości | 1                 |
| Polska | AirPlay – TV      | 4                 |

## Certyfikaty
| Kraj          | Certyfikat       | Sprzedaż |
| ------------- | ---------------- | -------- |
| Polska (ZPAV) | diamentowa płyta | 250 000+ |